# Campionati mondiali di biathlon 2004
I Campionati mondiali di biathlon 2004 si svolsero dal 7 al 15 febbraio a Oberhof, in Germania.

## Risultati

### Uomini

#### Sprint 10 km
| Posizione | Atleta               | Nazione   | Tempo    | Penalità |
| --------- | -------------------- | --------- | -------- | -------- |
| 1         | Raphaël Poirée       | Francia   | 30:11.9  | 0-0      |
| 2         | Ricco Groß           | Germania  | + 9.1    | 0-0      |
| 3         | Ole Einar Bjørndalen | Norvegia  | + 45.0   | 2-0      |
| 4         | Filipp Šul'man       | Russia    | + 1:10.2 | 1-1      |
| 5         | Michael Greis        | Germania  | + 1:29.2 | 1-0      |
| 6         | Vincent Defrasne     | Francia   | + 1:40.0 | 1-0      |
| 7         | Sergej Rožkov        | Russia    | + 1:41.8 | 1-0      |
| 8         | Paavo Puurunen       | Finlandia | + 1:41.9 | 2-0      |
| 9         | Oleksandr Bilanenko  | Ucraina   | + 1:42.8 | 0-2      |
| 10        | Frode Andresen       | Norvegia  | + 1:51.4 | 2-3      |

7 febbraio

#### Inseguimento 12,5 km
| Posizione | Atleta               | Nazione   | Tempo    | Penalità |
| --------- | -------------------- | --------- | -------- | -------- |
| 1         | Ricco Groß           | Germania  | 38:53.83 | 1-0-0-1  |
| 2         | Raphaël Poirée       | Francia   | + 13.3   | 0-1-0-1  |
| 3         | Ole Einar Bjørndalen | Norvegia  | + 1:16.6 | 0-2-2-2  |
| 4         | Vincent Defrasne     | Francia   | + 1:18.9 | 1-0-1-1  |
| 5         | Halvard Hanevold     | Norvegia  | + 1:33.9 | 0-0-1-0  |
| 6         | Tomasz Sikora        | Polonia   | + 1:53.3 | 1-0-1-1  |
| 7         | Paavo Puurunen       | Finlandia | + 1:56.0 | 1-0-0-1  |
| 8         | Sven Fischer         | Germania  | + 2:02.8 | 0-2-2-0  |
| 9         | Michael Greis        | Germania  | + 2:14.4 | 0-0-1-1  |
| 10        | Sergej Rožkov        | Russia    | + 2:24.6 | 0-0-1-1  |

8 febbraio

#### Partenza in linea 15 km
| Posizione | Atleta               | Nazione  | Tempo    | Penalità |
| --------- | -------------------- | -------- | -------- | -------- |
| 1         | Raphaël Poirée       | Francia  | 40:31.77 | 1-0-1-0  |
| 2         | Lars Berger          | Norvegia | + 32.4   | 2-1-2-0  |
| 3         | Sergej Konovalov     | Russia   | + 36.2   | 0-1-0-1  |
| 4         | Tomasz Sikora        | Polonia  | + 42.9   | 1-0-0-1  |
| 5         | Halvard Hanevold     | Norvegia | + 43.2   | 0-0-0-1  |
| 6         | Vincent Defrasne     | Francia  | + 44.2   | 1-1-0-1  |
| 7         | Ole Einar Bjørndalen | Norvegia | + 45.8   | 0-0-1-1  |
| 8         | Sven Fischer         | Germania | + 1:10.1 | 1-0-2-1  |
| 9         | Filipp Šul'man       | Russia   | + 1:00.2 | 1-1-0-0  |
| 10        | Janez Marič          | Slovenia | + 1:07.3 | 0-2-0-0  |

15 febbraio

#### Individuale 20 km
| Posizione | Atleta               | Nazione     | Tempo    | Penalità |
| --------- | -------------------- | ----------- | -------- | -------- |
| 1         | Raphaël Poirée       | Francia     | 51:37.9  | 0-0-0-1  |
| 2         | Tomasz Sikora        | Polonia     | + 55.5   | 1-0-0-0  |
| 3         | Ole Einar Bjørndalen | Norvegia    | + 1:00.5 | 1-1-0-0  |
| 4         | Ricco Groß           | Germania    | + 1:39.3 | 0-2-0-0  |
| 5         | Sergej Konovalov     | Russia      | + 1:52.5 | 0-1-0-1  |
| 6         | Sergej Rožkov        | Russia      | + 1:53.2 | 1-0-0-0  |
| 7         | Rustam Valiulin      | Bielorussia | + 2:10.7 | 0-1-0-0  |
| 8         | Oleksandr Bilanenko  | Ucraina     | + 2:31.3 | 1-0-0-0  |
| 9         | Carl Johan Bergman   | Svezia      | + 2:48.7 | 0-0-0-1  |
| 10        | Aljaksej Ajdaraŭ     | Bielorussia | + 2:57.7 | 0-0-1-1  |

12 febbraio

#### Staffetta 4x7,5 km
| Posizione | Nazione     | Atleti                                                                    | Tempo      | Penalità        |
| --------- | ----------- | ------------------------------------------------------------------------- | ---------- | --------------- |
| 1         | Germania    | Frank Luck Ricco Groß Sven Fischer Michael Greis                          | 1:17:50.39 | 0+0 0+1         |
| 2         | Norvegia    | Halvard Hanevold Lars Berger Egil Gjelland Ole Einar Bjørndalen           | + 15.7     | 0+0 2+4 0+1 0+3 |
| 3         | Francia     | Ferréol Cannard Vincent Defrasne Julien Robert Raphaël Poirée             | + 33.3     | 0+0 0+1 0+0 0+1 |
| 4         | Bielorussia | Aljaksej Ajdaraŭ Vladimir Dračëv Rustam Valiulin Aleh Ryžankoŭ            | + 36.5     | 0+2 0+1 0+2 0+1 |
| 5         | Russia      | Filipp Šul'man Sergej Konovalov Nikolaj Kruglov Sergej Rožkov             | + 49.9     | 0+1             |
| 6         | Svezia      | Carl Johan Bergman David Ekholm Mattias Nilsson Björn Ferry               | + 2:37.7   | 0+3 0+2         |
| 7         | Ucraina     | Oleksandr Bilanenko Oleksij Korobejnikov V"jačeslav Derkač Ruslan Lysenko | + 2:42.9   | 1+12            |
| 8         | Rep. Ceca   | Petr Garabík Tomáš Holubec Roman Dostál Michal Šlesingr                   | + 2:48.3   | 1+8             |

13 febbraio

### Donne

#### Sprint 7,5 km
| Posizione | Atleta                | Nazione     | Tempo    | Penalità |
| --------- | --------------------- | ----------- | -------- | -------- |
| 1         | Liv Grete Poirée      | Norvegia    | 25:51.0  | 1-0      |
| 2         | Anna Bogalij-Titovec  | Russia      | + 20.6   | 0-0      |
| 3         | Ekaterina Vinogradova | Bielorussia | + 53.2   | 0-1      |
|           | Martina Beck          | Germania    | + 53.2   | 1-0      |
| 5         | Sandrine Bailly       | Francia     | + 1:15.2 | 1-1      |
| 6         | Irina Nikulčina       | Bulgaria    | + 1:19.0 | 1-2      |
| 7         | Christelle Gros       | Francia     | + 1:24.8 | 1-1      |
| 8         | Alena Zubrylava       | Bielorussia | + 1:27.0 | 0-2      |
| 9         | Svetlana Išmuratova   | Russia      | + 1:29.0 | 1-2      |
| 10        | Nathalie Santer       | Italia      | + 1:35.7 | 1-1      |

7 febbraio

#### Inseguimento 10 km
| Posizione | Atleta                      | Nazione     | Tempo    | Penalità |
| --------- | --------------------------- | ----------- | -------- | -------- |
| 1         | Liv Grete Poirée            | Norvegia    | 37:39.33 | 0-0-1-3  |
| 2         | Martina Beck                | Germania    | + 21.3   | 0-0-2-1  |
| 3         | Anna Bogalij-Titovec        | Russia      | + 1:01.3 | 1-1-3-0  |
| 4         | Alena Zubrylava             | Bielorussia | + 1:24.2 | 2-1-0-1  |
| 5         | Svetlana Išmuratova         | Russia      | + 1:31.2 | 0-1-1-1  |
| 6         | Ekaterina Vinogradova       | Bielorussia | + 1:56.8 | 2-2-0-2  |
| 7         | Gro Marit Istad Kristiansen | Norvegia    | + 1:58.1 | 2-1-1-1  |
| 8         | Christelle Gros             | Francia     | + 2:02.1 | 0-1-2-1  |
| 9         | Irina Nikulčina             | Bulgaria    | + 2:05.1 | 1-3-3-1  |
| 10        | Natal'ja Guseva             | Russia      | + 2:13.0 | 0-2-1-1  |

8 febbraio

#### Partenza in linea 12,5 km
| Posizione | Atleta                      | Nazione  | Tempo    | Penalità |
| --------- | --------------------------- | -------- | -------- | -------- |
| 1         | Liv Grete Poirée            | Norvegia | 39:46.10 | 0-0-2-0  |
| 2         | Katrin Apel                 | Germania | + 1:23.9 | 0-0-0-2  |
| 3         | Sandrine Bailly             | Francia  | + 2:05.7 | 0-0-2-1  |
| 4         | Simone Hauswald             | Germania | + 2:11.6 | 0-0-2-2  |
| 5         | Gro Marit Istad Kristiansen | Norvegia | + 2:16.1 | 0-0-0-3  |
| 6         | Ekaterina Dafovska          | Bulgaria | + 2:29.8 | 0-0-0-0  |
| 7         | Natal'ja Guseva             | Russia   | + 2:37.9 | 2-2-0-1  |
| 8         | Sylvie Becaert              | Francia  | + 2:39.5 | 1-0-1-0  |
| 9         | Uschi Disl                  | Germania | + 2:47.0 | 3-0-1-1  |
| 10        | Kati Wilhelm                | Germania | + 2:56.3 | 1-1-0-2  |

14 febbraio

#### Individuale 15 km
| Posizione | Atleta               | Nazione  | Tempo    | Penalità |
| --------- | -------------------- | -------- | -------- | -------- |
| 1         | Ol'ga Medvedceva     | Russia   | 49:30.0  | 0-0-0-1  |
| 2         | Al'bina Achatova     | Russia   | + 41.0   | 1-0-0-0  |
| 3         | Olena Petrova        | Ucraina  | + 1:41.5 | 0-2-0-1  |
| 4         | Sandrine Bailly      | Francia  | + 2:01.6 | 0-2-0-2  |
| 5         | Sylvie Becaert       | Francia  | + 2:20.2 | 0-1-0-1  |
| 6         | Martina Beck         | Germania | + 2:28.9 | 1-1-0-1  |
| 7         | Christelle Gros      | Francia  | + 2:49.3 | 0-2-1-1  |
| 8         | Liv Grete Poirée     | Norvegia | + 2:54.7 | 0-4-0-1  |
| 9         | Simone Hauswald      | Germania | + 3:03.4 | 2-0-0-2  |
| 10        | Anna Bogalij-Titovec | Russia   | + 3:04.8 | 1-1-2-0  |

10 febbraio

#### Staffetta 4x6 km
| Posizione | Nazione     | Atlete                                                                            | Tempo      | Penalità        |
| --------- | ----------- | --------------------------------------------------------------------------------- | ---------- | --------------- |
| 1         | Norvegia    | Linda Grubben Gro Marit Istad Kristiansen Gunn Margit Andreassen Liv Grete Poirée | 1:16:59.88 | 0+1 0+5 0+1 0+5 |
| 2         | Russia      | Ol'ga Medvedceva Svetlana Išmuratova Anna Bogalij-Titovec Al'bina Achatova        | + 1:08.2   | 0+3 0+1 0+2     |
| 3         | Germania    | Martina Beck Katrin Apel Simone Hauswald Kati Wilhelm                             | + 1:18.6   | 0+0 1+4 0+2 1+6 |
| 4         | Bielorussia | Ekaterina Vinogradova Ksenija Zikunkova Vol'ha Nazarava Alena Zubrylava           | + 1:30.3   | 0+0 1+3 0+2 0+1 |
| 5         | Francia     | Sylvie Becaert Christelle Gros Corinne Niogret Sandrine Bailly                    | + 1:14.1   | 0+3 1+5 0+3 0+0 |
| 6         | Bulgaria    | Pavlina Filipova Irina Nikulčina Radka Popova Ekaterina Dafovska                  | + 2:20.9   | 0+4 1+4 0+2 0+1 |
| 7         | Ucraina     | Oksana Jakovljeva Nina Lemeš Iryna Tananajko Olena Petrova                        | + 3:02.5   | 0+8             |
| 8         | Polonia     | Krystyna Pałka Magdalena Grzywa Magdalena Gwizdoń Katarzyna Ponikwia              | + 3:20.2   | 0+4             |

12 febbraio

## Medagliere per nazioni
| Posizione | Nazione     | Oro | Argento | Bronzo | Totale |
| --------- | ----------- | --- | ------- | ------ | ------ |
| 1         | Norvegia    | 4   | 2       | 3      | 9      |
| 2         | Francia     | 3   | 1       | 2      | 6      |
| 3         | Germania    | 2   | 3       | 2      | 7      |
| 4         | Russia      | 1   | 3       | 2      | 6      |
| 5         | Polonia     | 0   | 1       | 0      | 1      |
| 6         | Bielorussia | 0   | 0       | 1      | 1      |
|           | Ucraina     | 0   | 0       | 1      | 1      |